# 团洲乡
团洲乡，中华人民共和国湖南省岳阳市华容县下属的一个镇，位于华容县东南部，三面环水。

## 建制沿革
- 1977年，设灭螺指挥部，围湖扩田；
- 1980年，改团洲公社；
- 1983年，改置团洲乡。

## 行政区划
团洲乡下辖1个工矿区、22个行政村、5个场。
- 团洲团新工矿区
- 团南村、团东村、团结村、团北村、团容村、团华村、团新北村村、团新南村村、团胜村、团建村、团洲村、团农村、团西村、团伏村
- 渔场、湘莲场、月牙湖养殖场、国营芦苇场、国营县棉种场